# Curva en J

Figura 1. Una ilustración de la curva en J.

La curva en J es una hipótesis de la matemática no lineal surgida de la teoría económica. Describe la evolución temporal de los efectos de una depreciación real de la moneda nacional en la balanza comercial de un país en una economía abierta. A corto plazo, el efecto en la cuenta corriente es negativo (valor de importación > valor de exportación). Solo con el tiempo conduce a una depreciación real de la moneda nacional y la mejora deseada en la cuenta corriente. La curva recibe su nombre por su parecido con la letra J.

## Equilibrio de modelo de comercio (economía)
En economía, la curva en J describe la tendencia al equilibrio del comercio de un país tras una devaluación o depreciación de su moneda, bajo algunos supuestos. Una devaluación de moneda significa que las importaciones son más caras, y que el volumen de importaciones y exportaciones cambia de manera inmediata. El deterioro de la balanza comercial por cuenta corriente se aliviará rápidamente. Tras algún tiempo, el volumen de exportaciones puede empezar a aumentar debido a unos precios más competitivos y los consumidores podrán importar menos productos por su mayor coste.

### Un ejemplo, la devaluación de moneda
La curva en J es útil para explicar también el teorema Marshall-Lerner. De hecho, en el caso de la depreciación del tipo de cambio, observamos el denominado efecto de curva en J. A corto plazo, la depreciación del tipo de cambio provoca el deterioro de la balanza comercial, ya que solo se manifiesta el efecto de los precios, mientras que el efecto cantidad tiende a ser nulo. Esto se debe al hecho de que en realidad los consumidores y productores reaccionan a los cambios de precios en el mercado interior y en el exterior en momentos diferentes con respecto a los cambios de tipos, como resultado de los flujos intercambiados, que se mantienen sin cambios durante un determinado período. A largo plazo, el efecto cantidad se manifiesta con el aumento de la intensidad y puede producir un aumento en la cantidad de las exportaciones y una disminución en las importaciones. Esto significa una mejor balanza comercial en un plazo medio.
Se sabe que una depreciación de la moneda nacional lleva, ceteris paribus, a una mejora de la cuenta corriente:
- Con una devaluación de la moneda local, el tipo de cambio real se reduce.
- Los bienes y servicios nacionales son relativamente más baratos.
- La demanda agregada de bienes domésticos y servicios aumenta.
- Los bienes y servicios nacionales son cada vez más demandados en el extranjero. Luego, se exporta más.
- Las importaciones disminuyen debido a que los nacionales sustituyen productos y servicios extranjeros por los productos y servicios nacionales.
- Las exportaciones netas se incrementan y mejora la cuenta corriente.

Sin embargo, a más largo plazo, los consumidores reaccionan a los cambios en los precios relativos de los productos nacionales y extranjeros. El aumento de las exportaciones de los productos nacionales hará subir los precios en el extranjero y, por lo tanto, dejarán de ser competitivos. Las importaciones, que cayeron como consecuencia de la carestía frente a la moneda nacional, recuperarán terreno. La cuenta corriente volverá a su punto de partida. A largo plazo, pues, el efecto es empíricamente neutral.
Por otra parte, en el caso de apreciación o revaluación de la moneda de un país se observa el resultado opuesto al descrito anteriormente, es decir, un aumento en el saldo de la cuenta corriente en el primer tiempo, seguido por una disminución de la misma hasta llegar al equilibrio.

## Capital inversión

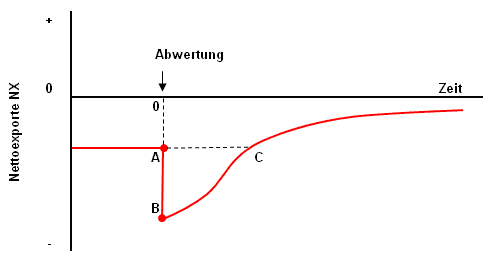
Modelo de curva en J.

En la banca de inversión, la curva en J suele ilustrar la tendencia histórica de los fondos de capital inversión o capital riesgo a resultados negativos en los primeros años de una inversión y a cosechar beneficios crecientes en los años que siguen a dicha inversión. La curva en J ilustra el efecto del valor de un fondo de capital privado en su NAV (Net Asset Value). El trazado en un gráfico del beneficio o NAV anualizado de un fondo de capital inversión desde su lanzamiento hasta el final del mismo describe una curva en J.
Las comisiones de gestión y los costes de puesta en marcha de un fondo crea un desajuste del valor en libros de la empresa participada, además del hecho de que las inversiones "a pérdida" manifiestan sus impactos antes (en el sentido temporal) que la recogida del beneficio de las inversiones, que deben mantenerse en el costo histórico y no como prospectiva o no líquidos (directrices internacionales de la Venture Capital Association). El resultado es que un fondo tendrá una rentabilidad negativa en los primeros años de vida (3-4 años) y luego crecerá de forma exponencial en los siguientes años.
Tras varios años, normalmente tres, el gestor del fondo puede empezar a tener información sobre la calidad (tasa interna de retorno o TIR) de dicho fondo. El efecto o curva en J es generalmente más baja (dos años) para fondos de adquisición que los fondos de capital de riesgo y capital en expansión (3-4 años). El análisis de efecto de la curva en J es importante en los fondos secundarios, fondos especializados en la compra de acciones de inversores en fondos de capital inversión.
En efecto, en los primeros años de un fondo, existe un alto número de factores que contribuye a limitar los beneficios del mismo, como pueden ser los costes de administración, costes de inversión, errores en calificación de la inversión, estado real de la empresa en la que se invierte, etc. Con el tiempo, la empresa evalúa mejor el estatus de la empresa participada y suele limitar dichos costes, para pasar a unos beneficios y una rentabilidad creciente, a través de OPVs, fusiones y adquisiciones o MBO.

## Medicina
En Medicina, la curva en J describe un gráfico en el que el eje horizontal colocamos dos síntomas tratables (tensión arterial y niveles de colesterol en sangre), mientras en el eje vertical indicamos la posibilidad de que un paciente desarrolle la enfermedad cardiovascular. Es bien conocido que la tensión arterial alta o los altos niveles de colesterol aumentan el riesgo de un paciente; sin embargo, se ignora que en parcelas de población grandes la mortalidad por enfermedad cardiovascular a menudo toma la forma de una curva en J en pacientes con tensión arterial muy baja y/o niveles de colesterol bajo.

## Ciencia política (Modelo de revoluciones)
También en Ciencia política aparece la Curva en J, a partir del modelo desarrollado por James Chowning Davies para explicar las revoluciones políticas. Davies afirma que las revoluciones son una respuesta subjetiva a una repentina crisis después de un período largo de crecimiento económico. Davies llama a esa repentina crisis privación relativa y elabora una teoría de la privación relativa en la que la frustración de las expectativas lleva a una acción colectiva que se retroalimenta con la frustración. Las expectativas de la acción colectiva podrían aumentar con el crecimiento de los niveles de desigualdad dentro de un país.